# Boris Tomašič
Boris Tomašič, slovenski gospodarstvenik in televizijski voditelj; * 1967.
Tomašič je programski direktor in solastnik televizijske postaje Nova24TV, direktor podjetja Nova hiša (ki izdaja spletni medij Nova24) in direktor založbe Nova obzorja, ki med drugim izdaja tednik Demokracija. Je tudi voditelj oddaje Kdo vam laže? na Nova24TV.

## Življenjepis

### Mladost
Rodil se je leta 1967 in odraščal v Brestanici. Obiskoval je je program elektrotehnike na Šolskem centru Krško-Sevnica, nato pa študiral na fakulteti za elektrotehniko in na Fakulteti za organizacijske vede v Kranju. Aprila 1999 je postal direktor občinske uprave v Tržiču (v času županovanja Pavla Ruparja), novembra 2000 pa je bil imenovan na mesto direktorja Urada za mladino Republike Slovenije, kjer je deloval do januarja 2001. Bil je sekretar poslanske skupine Slovenske demokratske stranke in direktor Slovenijales Trgovina. Bil je tudi član arbitražne komisije Rokometne zveze Slovenije in član škofjeloškega rokometnega kluba.

### Delovanje v medijih
Leta 1999 je začel delovati na Radiu Gorenc, kjer je bil nekaj časa tudi direktor. Bil je eden od ustanoviteljev televizijske postaje Nova24TV, kjer je trenutno programski direktor. Na isti televiziji vodi oddajo Kdo vam laže.
27. septembra 2023 je postavil Guinnessov rekord za najdaljšo pogovorno oddajo v zgodovini, vodil jo je 73 ur, 23 minut in 21 sekund. V oddaji je sodelovalo 70 gostov.

### Zasebno
Tomašič je precejšen del življenja prebival v Škofji Loki, kasneje pa se je preselil nazaj v Posavje. Njegov hobi je jadranje; je tudi soustanovitelj ljubiteljskega navtičnega kluba BDW.
Tomašič ima tri hčere. Njegova hči Zala Tomašič je kolumnistka Demokracije in voditeljica na Nova24TV ter mednarodna sekretarka SDM, leta 2024 pa je bila izvoljena za evroposlanko na listi SDS.